# لایه‌گذاری دفن زباله

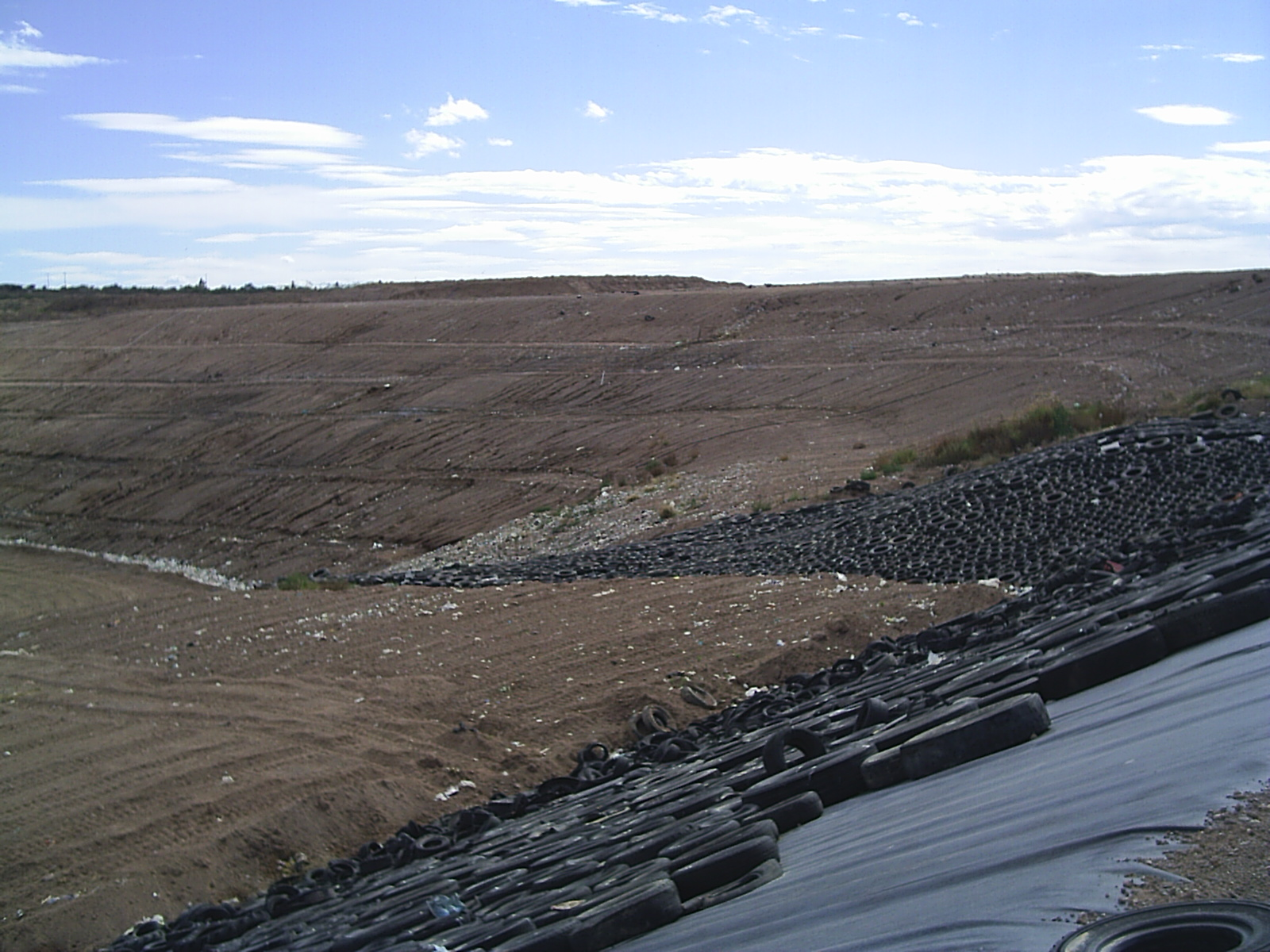
محل دفن زباله در مکزیک که ژئوممبران را در یکی از دامنه‌ها نشان می‌دهد.

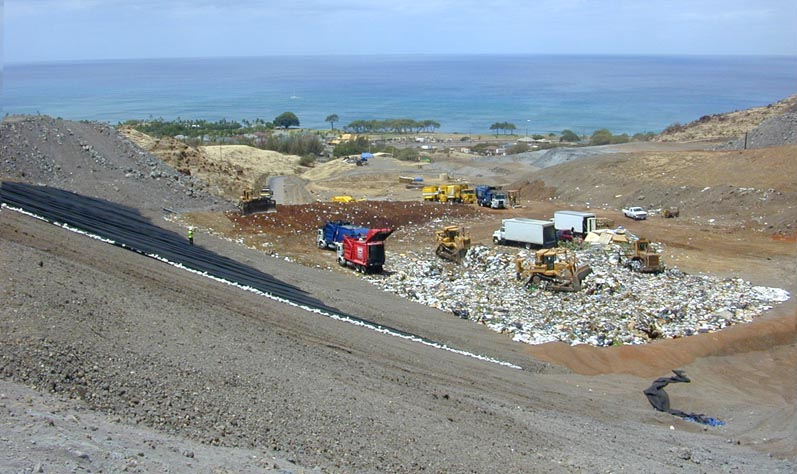
یک سلول دفن زباله که یک آستر لاستیکی را در سمت چپ نشان می‌دهد.

لایه‌گذاری دفن زباله (به انگلیسی: landfill liner, composite liner) به عنوان یک مانع با نفوذپذیری کم در نظر گرفته شده‌است که در سایت‌های مهندسی‌شده دفن زباله قرار می‌گیرد. تا زمانی که خراب نشود، لایه‌گذاری، مهاجرت شیرآبه و ترکیب‌های سمی آن را به سفره‌های زیرزمینی یا رودخانه‌های نزدیک به تأخیر می‌اندازد و سبب آلودگی غیرقابل برگشت آبراه محلی و رسوبات آن می‌شود.
محل‌های دفن زباله نوین معمولاً به لایه‌ای از خاک رس فشرده با حداقل ضخامت مورد نیاز و حداکثر هدایت هیدرولیکی مجاز نیاز دارند که توسط یک ژئوممبران پلی اتیلن با چگالی بالا پوشانده شده‌است.
لاستیک‌های خردشده یا دورانداختنی برای پشتیبانی و عایق‌کاری آستر استفاده می‌شود.